# Dr. Francisco Soca
Dr. Francisco Soca, auch als Soca bezeichnet ist eine Stadt in Uruguay.

## Geographie

### Lage
Dr. Francisco Soca befindet sich auf dem Gebiet des Departamento Canelones in dessen Sektor 8. Der Ort liegt nördlich des Río-de-la-Plata-Küstenortes La Floresta am Ufer des Arroyo Mosquitos.

### Bodenschätze
Nahe Soca sind Vorkommen schwarzen Granits vorhanden.

## Infrastruktur

### Bildung
Dr. Francisco Soca verfügt mit dem Anfang der 1970er Jahre gegründeten, im Barrio La Aguada gelegenen Liceo de Soca über eine weiterführende Schule (Liceo).

### Verkehr
Die Stadt liegt an der Ruta 35. Nördlich verläuft in einiger Entfernung die Ruta 8.

## Einwohner
Die Einwohnerzahl von Dr. Francisco Soca beträgt 1.797 (Stand 2011).
| Jahr | Einwohner |
| ---- | --------- |
| 1963 | 1.516     |
| 1975 | 1.397     |
| 1985 | 1.667     |
| 1996 | 1.764     |
| 2004 | 1.742     |
| 2011 | 1.797     |

Quelle: Instituto Nacional de Estadística de Uruguay

## Stadtverwaltung
Bürgermeister (Alcalde) von Soca ist Guillermo Burgueňo (Partido Colorado).